# 冰島王國
冰島王國，是冰島在1918年到1944年間的正式國號，实行君主立宪制，国王由丹麥國王克里斯蒂安十世兼任，共有五位首相。
冰岛在近代一直被丹麦-挪威联合王国统治。在分治之前，冰岛是挪威殖民地，此后成为丹麦的附属国。1918年，冰岛在内政方面进一步获得了类似于保护国的独立和主权，成立冰岛王国，与丹麦联合为共主邦联，因此丹麦在外交和国防方面仍保留权力。1940年，纳粹德国在二战期间占领丹麦，同年盟军占领了冰岛。丹麦国王克里斯蒂安十世继续维持法理统治，1944年冰岛共和国（即现今的冰岛）通过公投成立，冰岛王国灭亡。